# U 995
U 995 är beteckningen på en tysk militärubåt av typ VIIC/41, tillhörande Kriegsmarine under andra världskriget. Den togs i bruk 16 september 1943 och var i aktiv tjänst från och med 1 juni 1944. Fram tills krigsslutet var ubåten baserad i Norge.

## Tysk tjänst
U 995 byggdes på Blohm + Voss varv i Hamburg där hon kölsträcktes den 25 november 1942 och sjösattes 22 juli 1943. Hon togs i tjänst i 5. Unterseebootsflottille den 16 september 1943, under befäl av Walter Köhntopp, för träning av besättning och utprovning. Den 1 juni 1944 överfördes hon till frontflottiljen 13. Unterseebootsflottille. Totalt genomförde hon 9 patruller från baser i Norge. Under hennes patruller sänkte hon 3 fartyg med ett sammanlagt tonnage av 1 560 BRT.

## Övergång till norsk tjänst
Efter kriget hamnade den så småningom i norska flottans ägo i oktober 1948, och var återigen i tjänst mellan 1952 och 1965. Efter det såldes den till Tyskland för en symbolisk summa på 1 D-mark. Sedan oktober 1971 är U-995 ett museiskepp intill Laboes marina minnesmärke i Laboe, strax norr om Kiel.
U-995 är den enda ubåten av sin typ som finns kvar idag. 